# Тарасова, Алла Константиновна
А́лла Константи́новна Тара́сова (25 января (6 февраля) 1898, Киев — 5 апреля 1973, Москва) — русская советская актриса театра и кино, педагог. Герой Социалистического Труда (1973). Народная артистка СССР (1937). Лауреат пяти Сталинских премий (1941, 1946 — дважды, 1947, 1949).

## Биография
Родилась 25 января (6 февраля) 1898 года в Киеве в семье профессора медицинского факультета Киевского университета Константина Прокофьевича Тарасова (1865—1931) и Леониллы Николаевны Симоненко (1870—1966).
С 1906 по 1910 год училась в Киево-Печерской женской гимназии, находившейся на Резницкой улице в № 2/34; в 1910—1914 годах — в частной гимназии А. К. Титаренко на Фундуклеевской улице (ныне улица Б. Хмельницкого № 10).
С 1914 года жила в Москве, училась в частной Школе драматического искусства Н. О. Массалитинова, Н. Г. Александрова и Н. А. Подгорного, посещала лекции в Московском городском народном университете им. А. Л. Шанявского. В 1916 году Школа была преобразована во Вторую студию Московского Художественного театра.
С 1916 года играла в спектаклях Московского Художественного театра. Во время Гражданской войны с 1919 по 1922 год гастролировала с «Качаловской группой». Некоторое время жила в США. С 1923 года гастролировала с труппой театра за границей. С 1925 года — в труппе МХАТа, в котором прослужила до конца своей жизни.
Слава пришла к Тарасовой в 18 лет, когда она сыграла в спектакле по пьесе З. Н. Гиппиус «Зелёное кольцо». Особенный успех имела в спектаклях по пьесам А. П. Чехова.
С 1951 по 1955 год Алла Тарасова работала директором МХАТа, с 1970 по 1973 год была председателем Совета старейшин МХАТа.
В последние годы посвящала себя работе с молодёжью, педагогической деятельности. С 1967 года — педагог в Школе-студии МХАТ (с 1968 — профессор).
Член КПСС с 1954 года. Депутат Верховного Совета СССР 3—5 созывов (1952—1960).
Скончалась 5 апреля 1973 года в Москве на 76-м году жизни. Похоронена на Введенском кладбище (2 уч.).

### Семья
У Аллы Тарасовой было два брата — Евгений и Георгий (1899—1974) — и две сестры: Елена, в 1918 году эмигрировавшая из России и жившая в Париже, и Нина (1892—1952), дочь которой — Галина Ивановна Калиновская (1917—1997), актриса МХАТ имени М. Горького, народная артистка РСФСР (1972).
Актриса трижды была замужем. Первый супруг — Александр Петрович Кузьмин (1891—1974). «Пятнадцати лет, — рассказывал Глеб Скороходов, — Алла познакомилась в Киеве с гардемарином Александром Кузьминым. Три года он ухаживал за нею, а когда она приехала в Москву и поступила в школу МХАТа, Кузьмин, уже в звании лейтенанта флота, сделал ей предложение, и они обвенчались (12 апреля 1917 года) в Храме Никиты Мученика». Сотрудник МХАТ с 1924 по 1930 год.
Сын от этого брака — Алексей Кузьмин-Тарасов (1920—2004).
Вторым мужем актрисы, с 1932 по 1942 год, был Иван Михайлович Москвин (1874—1946), актёр, театральный режиссёр, мастер художественного слова (чтец). Народный артист СССР (1936). В период брака с Москвиным оба супруга были обладателями почётного звания Народный артист СССР.
В третий раз вышла замуж в 1945 году за генерал-майора авиации Александра Семёновича Пронина (1902—1974).

## Звания и награды
- Герой Социалистического Труда (1973)
- Заслуженная артистка РСФСР (1933)
- Народная артистка СССР (1937)
- Сталинская премия первой степени (1941) — за выдающиеся достижения в области театрально-драматического искусства[7]
- Сталинская премия первой степени (1946) — за исполнение роли Юлии Павловны Тугиной в спектакле «Последняя жертва» А. Н. Островского
- Сталинская премия второй степени (1946) — за исполнение роли Кручининой в фильме «Без вины виноватые» (1945)
- Сталинская премия первой степени (1947) — за исполнение роли Лизы Муравьёвой в спектакле «Победители» Б. Ф. Чирскова
- Сталинская премия первой степени (1949) — за исполнение роли Софьи Романовны в спектакле «Зелёная улица» А. А. Сурова[8]
- Три ордена Ленина (1948, 1967, 1973)
- Орден Октябрьской Революции (1978)
- Орден Трудового Красного Знамени (03.05.1937) — за выдающиеся заслуги в деле развития русского театрального искусства
- Орден «Знак Почёта» (23.03.1938) — в связи с выпуском выдающихся кинофильмов, получивших единодушное одобрение зрителей, «Ленин в Октябре», «Петр I» и колхозный фильм «Богатая невеста»
- Медаль «За доблестный труд в Великой Отечественной войне 1941—1945 гг.»
- Медаль «В память 800-летия Москвы»

## Творчество

### Роли в театре

#### Вторая студия Московского Художественного театра
- 1916 — «Зелёное кольцо» 3. Н. Гиппиус — Финочка

#### Московский Художественный театр
- 1916 — «Царь Фёдор Иоаннович» А. К. Толстого — Боярышня[9]

#### Гастроли «Качаловской группы»
- 1919 — «Вишнёвый сад» А. П. Чехова — Аня
- 1919 — «Осенние скрипки» И. Д. Сургучёва — Верочка
- 1921 — «У жизни в лапах» К. Гамсуна — Фанни Норман
- 1921 — «Гамлет» У. Шекспира — Офелия
- 1921 — «Три сестры» А. П. Чехова — Горничная

#### МХАТ
- 1923 — «На дне» М. Горького — Настя
- 1923 — «Три сестры» А. П. Чехова — Ирина
- 1923 — «Братья Карамазовы» по Ф. М. Достоевскому — Грушенька
- 1923 — «Иванов» А. П. Чехова — Саша
- 1923 — «У жизни в лапах» К. Гамсуна — Служанка у Гиле
- 1924 — «Дядя Ваня» А. П. Чехова — Соня
- 1924 — «Царь Фёдор Иоаннович» A. К. Толстого — Княжна Мстиславская
- 1925 — «Горе от ума» А. С. Грибоедова — Наталья Дмитриевна
- 1925 — «Пугачёвщина» К. А. Тренёва — Устинья
- 1926 — «На всякого мудреца довольно простоты» А. Н. Островского — Машенька
- 1926 — «Горячее сердце» А. Н. Островского — Параша
- 1926 — «Дни Турбиных» М. А. Булгакова — Елена
- 1927 — «Бронепоезд 14-69» В. В. Иванова — Маша
- 1928 — «Елизавета Петровна» Д. П. Смолина — Елизавета Петровна
- 1928 — «Унтиловск» Л. М. Леонова — Васка
- 1929 — «Безумный день, или Женитьба Фигаро» П. Бомарше — Сюзанна
- 1930 — «Отелло» У. Шекспира — Дездемона
- 1931 — «Хлеб» В. М. Киршона — Ольга
- 1931 — «Страх» А. Н. Афиногенова — Елена Макарова
- 1933 — «Таланты и поклонники» А. Н. Островского — Негина
- 1935 — «Враги» М. Горького — Татьяна
- 1937 — «Анна Каренина» по роману Л. Н. Толстого — Анна Каренина
- 1940 — «Три сестры» А. П. Чехова — Маша
- 1944 — «Последние дни» М. А. Булгакова — Пушкина
- 1944 — «Последняя жертва» А. Н. Островского — Юлия Павловна Тугина
- 1947 — «Победители» Б. Ф. Чирскова — Лиза Муравьёва
- 1947 — «Дядя Ваня» А. П. Чехова — Елена Андреевна
- 1948 — «Зелёная улица» А. А. Сурова — Софья Романовна
- 1949 — «Заговор обречённых» Н. Е. Вирты — Ганна Лихта
- 1953 — «Дачники» М. Горького — Варвара
- 1953 — «Ломоносов» Вс. В. Иванова — Нарышкина
- 1954 — «Сердце не прощает» А. В. Софронова — Екатерина Топилина
- 1957 — «Мария Стюарт» Ф. Шиллера — Мария Стюарт
- 1958 — «Вишнёвый сад» А. П. Чехова — Раневская
- 1960 — «Чайка» А. П. Чехова — Аркадина
- 1961 — «Цветы живые» Н. Ф. Погодина — Серафима
- 1963 — «Без вины виноватые» А. Н. Островского — Кручинина
- 1964 — «Кремлёвские куранты» Н. Ф. Погодина — Забелина
- 1965 — «Чти отца своего» В. В. Лаврентьева — Софья Ивановна
- 1966 — «Тяжкое обвинение» Л. Р. Шейнина — Лариса Лукинична
- 1968 — «Дым отечества» К. М. Симонова — Мать
- 1968 — «Враги» М. Горького — Полина
- 1969 — «Царская милость» К. Зидарова — Ирина Радионова
- 1971 — «Валентин и Валентина» М. М. Рощина — Мать Валентины

#### Century-Theatre (Нью-Йорк)
- 1924 — «Миракль» К. Фолмеллера — Монахиня

### Фильмография
1. 1923 — Раскольников — Дуня
2. 1927 — Кто ты такой? — Мэри
3. 1928 — Василисина победа — Василиса
4. 1933 — Гроза — Катерина
5. 1934 — «Мечтатели» («Восстание человека») — Наталья Творогова[10]
6. 1937—1938 — Пётр Первый — Екатерина I;
7. 1940 — Бабы — Варвара Кладова
8. 1945 — Без вины виноватые — Кручинина
9. 1966 — Долгая счастливая жизнь — Раневская (эпизод из спектакля «Вишнёвый сад»)

### Телеспектакли
1. 1952 — На дне — Настя
2. 1953 — Анна Каренина — Анна Каренина
3. 1967 — Кремлёвские куранты — Лидия Михайловна Забелина
4. 1972 — Враги — Полина
5. 1973 — Царская милость

### Участие в фильмах
- 1958 — Искусство большой правды (документальный)

## Память
В Москве, на доме 5/7 по улице Вл. Немировича-Данченко, где в 1938—1973 годах жила актриса, установлена мемориальная доска.
В 1998 году к 100-летию со дня рождения актрисы Почта России выпустила одностороннюю почтовую карточку с оригинальной маркой. На марке художник Б. Илюхин создал композицию с портретом актрисы в центре — в роли Татьяны Луговой из пьесы М. Горького «Враги» (1935). На втором плане на рисунке марки актриса изображена слева — в роли Офелии («Гамлет»), справа — в роли Марии Стюарт в одноимённой пьесе Ф. Шиллера. На рисунке карточки помещён кадр из кинофильма режиссёра В. М. Петрова «Без вины виноватые» (1945), в котором актриса сыграла роль Кручининой.
В Киеве одна из улиц носит имя А. Тарасовой.
Значительная часть стихотворения «Вакханалия» Б. Пастернака посвящена исполнению А. К. Тарасовой роли Марии Стюарт в одноимённой трагедии Ф. Шиллера (в переводе самого Б. Пастернака):

«…То же бешенство риска,

Та же радость и боль

Слили роль и артистку,

И артистку и роль.

Словно буйство премьерши

Через столько веков

Помогает умершей

Убежать из оков.

Сколько надо отваги,

Чтоб играть на века,

Как играют овраги,

Как играет река,

Как играют алмазы,

Как играет вино,

Как играть без отказа

Иногда суждено…»